# ميخائيل ويليام غيلبرت
ميخائيل ويليام غيلبرت (بالإنجليزية: Michael William Gilbert)‏ هو ملحن أمريكي، ولد في 17 أغسطس 1954.

## وصلات خارجية
- الموقع الرسمي
- ميخائيل ويليام غيلبرت على موقع ميوزك برينز (الإنجليزية)
- ميخائيل ويليام غيلبرت على موقع أول ميوزيك (الإنجليزية)
- ميخائيل ويليام غيلبرت على موقع ديسكوغز (الإنجليزية)